# Gorazdowo (Grande-Pologne)
Pour les articles homonymes, voir Gorazdowo.
Gorazdowo (prononciation : [ɡɔrazˈdɔvɔ]) est un village polonais de la gmina de Kołaczkowo dans le powiat de Września de la voïvodie de Grande-Pologne dans le centre-ouest de la Pologne.
Il se situe à environ 5 kilomètres à l'est de Kołaczkowo (siège de la gmina), à 14 kilomètres au sud-est de Września (siège du powiat) et à 56 kilomètres à l'est de Poznań (capitale régionale).

## Histoire
De 1975 à 1998, le village faisait partie du territoire de la voïvodie de Poznań.

Depuis 1999, Gorazdowo est situé dans la voïvodie de Grande-Pologne.